# HMS Leith (U36)
Pour les autres navires du même nom, voir HMS Leith.
Le HMS Leith est un sloop-of-war de la classe Grimsby (en) de la Royal Navy.

## Histoire
La première assignation du Leith est la Royal New Zealand Navy. Il arrive à Auckland le 13 novembre 1934 et sert dans les eaux néo-zélandaises et dans le Pacifique. Sa mission en Nouvelle-Zélande est prolongée en décembre 1936 puis en juillet 1939. Il participe à de nombreuses visites dans les colonies, comme le transport de Salote Tupou III, reine de Tonga, dans les îles éloignées du royaume.
Lors du déclenchement de la Seconde Guerre mondiale, le sloop est dans le Pacifique. En septembre 1939, il est délégué à la China Station et va à Singapour pour mettre fin à la contrebande ; il fait escale dans la baie de Jervis, en Australie. Il est déployé à Penang et surveille aussi les navires ennemis dans les ports des Indes orientales néerlandaises. Il est appelé en novembre 1939 pour aller dans les eaux de la Grande-Bretagne pour protéger les convois. Il part de Penang le 7, traverse la mer Rouge et la Méditerranée. Il arrive à Gibraltar, où il est dirigé vers Freetown pour protéger les convois dans l'Atlantique. Il se joint au convoi SL 14 le 14 décembre. Le 10 janvier 1940, il est envoyé pour accompagner le convoi HG 14 vers Liverpool en compagnie des sloops Aberdeen et Bideford et des destroyers Vidette, Wanderer, Warwick et Witch. Le Leith est détaché le 12 et fait un passage à Penarth pour une réparation.
Il est ensuite nommé au Commander-in-Chief, Western Approaches. Il vient à Liverpool le 2 février. Le 11, il fait partie du convoi OG 18 avec le HMS Bideford et les destroyers Active et Versatile (en). Les Leith et Bideford sont détachés le 17 février et joignent le convoi HG 19 qui va en Angleterre, jusqu'au 27 février. Il protège les convois de mars à juillet. En juillet, il va à Rosyth pour les convois des atterrages occidentaux et de la mer du Nord. Il doit se retirer à Belfast pour réparer une chaudière. Il reprend le service le 12 août au sein du 41e groupe d'escorte basée à Liverpool. Le 28 août, il récupère 27 survivants du navire marchand finlandais Elle coulé en mer d'Irlande par le sous-marin U 101.
En octobre, il est déployé avec le sloop Folkestone (en) et les corvettes Bluebell (en) et Heartsease (en). Le 13 octobre, il accompagne le convoi OB 228 sortant de Liverpool à son point de dispersion. Le 16 octobre, l'U 93 attaque le Leith. Le sloop aperçoit le sous-marin en surface et le contraint à plonger. Il fait avec le Heartsease une recherche qui est infructueuse. Le 17 octobre, ils se joignent au convoi SC 7. Le lendemain, ils portent secours au navire marchand estonien Nora torpillé le 13 par l'U 103. Avec les sloops Scarborough et Fowey (en) et les corvettes Bluebell et Heartsease, ils tentent sans succès de lutter contre les attaques de la Rudeltaktik. Le Leith porte secours aux survivants des navires marchands Assyrian et Soesterberg. Il accompagne ensuite le convoi HX 79 qui va en Angleterre et est aussi attaqué. Le Leith rassemble trois navires marchands et les ramène au port.
Il fait une traversée transatlantique complète en novembre et revient à sa zone habituelle en décembre. Le 9 décembre, il protège le convoi OG 47 vers Gibraltar. Le convoi subit le 20 décembre l'attaque du sous-marin italien Lazzaro Mocenigo qui coule le Manchester General. Le Leith est détaché du convoi à son arrivée le 25 décembre et navigue avec un convoi entrant à Liverpool le 29 décembre. À son arrivée, elle revient couvrir les convois des atterrages occidentaux de janvier à avril 1941. Le 17 avril, il subit une réparation à Avonmouth jusqu'à fin mai ; il est alors nommé pour la défense des convois de Terre-Neuve-et-Labrador.
Le Leith arrive à Saint-Jean de Terre-Neuve le 6 juin. Il est en mission en juillet et en août. Il revient en Grande-Bretagne en août. Le 20, il protège avec les destroyers Gurkha et Lance et la corvette Zinnia le convoi OG 71 vers Gibraltar qui comprend 21 bateaux. Le lendemain, le destroyer norvégien HNoMS Bath (en) et trois navires marchands coulent. Le convoi continue d'être attaqué après l'arrivée des renforts, malgré des opérations anti-sous-marines constantes. Le HMS Zinnia et quatre autres navires marchands sont coulés le 22 août. Le reste du convoi arrive à Gibraltar le 25 août. Le Leith retourne à Liverpool en septembre avec le convoi HG 72.
En octobre, le Leith est à Belfast avant de rejoindre le 43e groupe d'escorte basé à Londonderry et agit entre le Royaume-Uni et l'Afrique de l'ouest jusqu'à Banjul. Il y reste jusqu'au 28 novembre. Il revient en janvier 1942 et est réparé de 17 au 31. En août, il est affecté à la protection du convoi SL 119. L'U 214 le découvre le 25. Le Wolfpack Blücher a l'ordre de procéder à une attaque concentrée. Le Leith doit poursuivre les sous-marins et sauve l'équipage du navire marchand torpillé Zuiderkerk. Après l'arrivée du convoi, son dôme sous-marin pour son équipement sonar est remplacé à Greenock. Il retourne à Belfast en octobre.
Le Leith est nommé pour l'opération Torch en Afrique du Nord. Il escorte les convois de marchandises fin octobre puis en novembre et décembre escorte des convois à travers la Méditerranée occidentale. Il fait cette mission jusqu'à mars 1943. Pendant le reste de cette année et au premier semestre 1944, il est sur la route de Freetown. En août, il revient en Méditerranée et subit une importante réparation à Gibraltar en septembre en raison de sa détérioration après une longue période de service actif dans l'Atlantique. Il revient en Grande-Bretagne en janvier 1945 et rejoint le 38e groupe d'escorte basé à Portsmouth. Il protège les convois dans la Manche de février à avril. Le jour de l'armistice de la Seconde Guerre mondiale, le Leith est placé dans la flotte de réserve à Rosyth.

### Navire océanographique
Le Leith est vendu en 1946 à la marine marchande. Il est rebaptisé Byron puis Friendship en 1948. La marine royale danoise le rachète en 1949 et lui donne le nom de HDMS Galathea. Il prend part à des recherches océanographiques partout dans le monde de 1950 à 1952 et participa à la deuxième expédition de Galathea, qui fit le tour du monde en 1950-1952 tout en menant des recherches océanographiques en eaux profondes
En 1955, il est vendu pour la ferraille à Odense.